# HD 162596
HD 162596，又名BD-01 3412，SAO 141913、HR 6659，是一颗恒星，视星等为6.35，位于銀經24.91，銀緯12.61，其B1900.0坐标为赤經17h 46m 49.2s，赤緯-1° 12.61′ 40″。